# Ducati Cucciolo

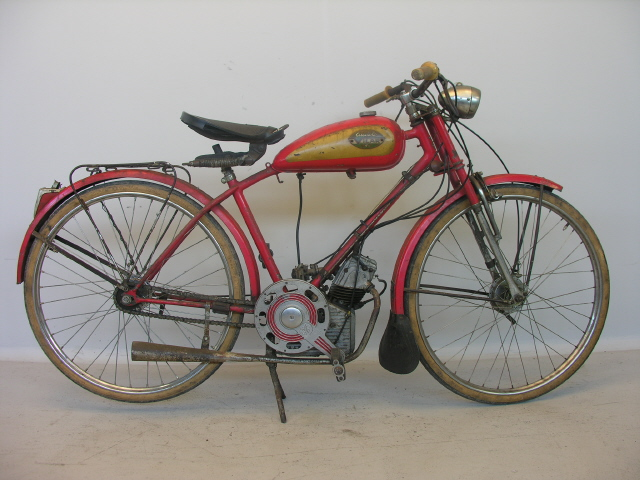
Ducati Cucciolo von 1950

Die Cucciolo, die den Namen (Hündchen, Hundewelpe) wegen des bellenden Klangs des Motors erhielt, war das erste "Motorrad" von Ducati und etablierte das Unternehmen als Motorradhersteller.

## Geschichte
Um nach Ende des Zweiten Weltkrieges dem Drang nach Massenmotorisierung in Italien gerecht zu werden, begann Ducati 1945 damit einen 48 cm³ großen, einfachen (dadurch billigen) Viertaktmotor in Lizenz zu fertigen. Dieser genügsame Motor wurde sowohl als Hilfsmotor verkauft und in den Fahrwerken zahlreicher Hersteller verbaut, wie auch in dem gleichnamigen Moped in mehreren Ausführungen, welches bis 1956 gebaut wurde.
Obwohl der Cucciolo-Motor zur Markteinführung im Jahr 1945, ausgeliefert in einer Holzkiste, inklusive Tretkurbelumbau und Benzintank bereits 22.500,- Lire kostete und damit deutlich teurer als die Zweitaktmotoren der Konkurrenz war, entwickelte sich der kleine Motor rasch zu einem Verkaufsschlager. Gründe dafür dürften die Zuverlässigkeit und vor allem die Sparsamkeit des Viertakters gewesen sein, der auf 100 Kilometer nur rund einen Liter Benzin verbrauchte. Obwohl der Preis im Jahr 1946 bereits auf 37.500,- Lire stieg und die überarbeitete T2-Version (1948) rund 55.000,- Lire kostete, wurden von dem Motor insgesamt etwa eine Million Stück verkauft.

## Technische Daten
- Baujahr: 1946–1956
- Hubraum: 48–60 cm³
- Leistung: 0,6–1 kW (0,8–1,35 PS)

## Motorsport
Obwohl die Ducati Cucciolo in erster Linie als Alltagsfahrzeug gedacht war und der Motorisierung in der Nachkriegszeit dienen sollte, kam das kleine Moped auch im Motorsport erfolgreich zum Einsatz. Im März 1950 stellte der italienische Fahrer Ugo Tamarozzi auf der Rennstrecke in Monza mit einer getunten Cucciolo zwölf Weltrekorde in der 50ccm Klasse auf. Im November desselben Jahres fuhr Tamarozzi, gemeinsam mit Glauco Zitelli die 24 Stunden mit einem Schnitt von 66,41 km/h und 48 Stunden mit einer durchschnittlichen Geschwindigkeit von 63,21 km/h. Auch im Renngeschehen der 1950er spielte die kleine Ducati eine wichtige Rolle und durch beeindruckende Langstreckenfahrten, zum Beispiel von Paris nach Peking, konnte die Cucciolo ihren mittlerweile legendären Ruf unterstreichen.